# Belém
Belém [beˈlẽj]IPA je město v severní části Brazílie, hlavní a největší město státu Pará. Ve městě žije zhruba 1 430 000 obyvatel, v celé metropolitní oblasti pak asi 2 090 000; vedle města Manaus je největším městem Amazonie. Bývá označováno jako „metropole Amazonie“, další přezdívkou je „město mangovníků“, odkazující na množství těchto stromů v ulicích. Velkou část obyvatelstva tvoří míšenci portugalských imigrantů a domorodých indiánů Tupinambá.

## Geografie
Město leží na poloostrově tvořeném soutokem několika řek, z nichž největší je Guamá, přítok řeky Pará, ramene delty Amazonky.
Město bylo založeno v lednu 1616, tedy v době Iberské unie. Původní název Feliz Lusitânia byl několikrát změněn až do dnešní podoby; Belém je portugalským názvem města Betlém.

## Doprava
Ve městě se nachází mezinárodní letiště, které jej spojuje s ostatními městy v zemi a v Jižní Americe. Díky silničnímu a říčnímu spojení je jednou z hlavních bran celé severní Brazílie. Železnice zde není provozována.

## Partnerská města
- Aveiro, Portugalsko
- Betlém, Stát Palestina
- Campinas, Brazílie
- Fort-de-France, Francie
- Goiânia, Brazílie
- Manaus, Brazílie
- Nan-jang, Čína